# Marta Bravo
Marta Pilar Bravo Salinas (Chillán, 25 de febrero de 1976) es una kinesióloga, médica general y política chilena de la Unión Demócrata Independiente (UDI). Desde 2022 ejerce como diputada por el Distrito N°19 de la Región de Ñuble.

## Biografía
Es hija de Luis Máximo Bravo Morales y de Margarita del Pilar Salinas González.
Realizó sus estudios básicos en la escuela José María Caro Rodríguez y sus estudios secundarios en el Liceo A-6 Marta Brunet de Chillán. 
Es Kinesióloga y licenciada en Kinesiología de la Universidad Católica del Maule y Médica General y Doctora en Medicina de la Universidad Carolina de Praga, República Checa, convalidó sus estudios en el año 2010 en la Universidad de Concepción. Cursó un magíster en Gestión en Salud Pública y un diplomado en Gestión de Organizaciones de Salud Públicas y Privadas, en la Universidad de los Andes y cursos de Sistemas de Gestión de Calidad ISO 9001:2015.
Se ha desempeñado como Médica de Atención Primaria en las comunas de San Ignacio y Coihueco. En 2015, asume como Médico Contralor COMPIN de la ex provincia de Ñuble y en abril de 2017 como presidenta de COMPIN.
Asumió como delegada provincial de la Secretaría Regional Ministerial de Salud de la Región del Bío Bío, y luego como delegada ministerial de Salud en Ñuble, cargo en el que lideró la puesta en marcha de la instalación de la Seremi de Salud en la nueva región, previo a asumir como la primera Secretaria Regional Ministerial de Salud de la Región de Ñuble el 6 de septiembre de 2018, ejerciendo el cargo hasta el mes de agosto de 2021.
Para las elecciones parlamentarias de 2021 presentó su candidatura a diputada por el Distrito 19, que abarca las comunas de Bulnes, Cobquecura, Coelemu, Ñiquén, Portezuelo, Quillón, Quirihue, Ninhue, Ránquil, San Carlos, San Fabián, San Nicolás, Treguaco, Chillán, Chillán Viejo, Coihueco, El Carmen, Pemuco, Pinto, San Ignacio y Yungay, siendo elegida con 11.186 votos correspondientes a un 6,65% del total de sufragios válidamente emitidos. Asumió el cargo el 11 de marzo de 2022, integrando las comisiones permanentes de Salud; y Futuro, Ciencias, Tecnología, Conocimiento e Innovación.

## Historial electoral

### Elecciones parlamentarias de 2021
- Elecciones parlamentarias de 2021 a Diputado por el distrito 19 (Bulnes, Cobquecura, Coelemu, Ñiquén, Portezuelo, Quillón, Quirihue, Ninhue, Ránquil, San Carlos, San Fabián, San Nicolás, Treguaco, Chillán, Chillán Viejo, Coihueco, El Carmen, Pemuco, Pinto, San Ignacio y Yungay).[1]